# Jacques Beltrand
Pour les articles homonymes, voir Beltrand.
Jacques Anthony Louis Beltrand, né le 22 juillet 1874 à Paris et mort le 2 décembre 1977 à Coucy-lès-Eppes (Aisne), est un graveur français.

## Biographie
Jacques Beltrand naît au 1, rue des Artistes, dans le quartier du Montparnasse à Paris. Auprès de son père, le graveur d'origine lyonnaise Tony Beltrand, il apprend à tailler le bois de fil et le bois de bout. Il compose ses premières estampes et s'essaie à la peinture. Il perfectionne son art auprès de l'ami de la famille Auguste Lepère, dont il peut être considéré comme l'un des héritiers, en compagnie d'Eugène Dété, Florian et Louis Tinayre.
Ses petits frères, Camille (1877-1951), Georges (1881-1969) et Marcel (1886-1910), ont tous pratiqué la gravure.
À partir de 1892, il effectue de fréquents séjours chez Auguste Lepère à Saint-Jean-de-Monts où il produit de nombreuses gravures de la Vendée.
Il expose ses premiers bois au Salon de la Société nationale des beaux-arts de 1894. Il grave avec son père pour les revues L'Estampe originale, L'Image, et Le Monde illustré.
Jacques Beltrand installe son atelier en 1896 et le partage avec son père et ses trois frères Camille, Georges et Marcel, au no 3 de l'impasse Camus, dans le 14e arrondissement.
Il grave, pour L'Image, Le Bois ou Suzanne Lepère cueillant des glycines.
En 1897, il dessine et édite L'Almanach entièrement gravé sur bois en couleurs texte et composition, et imprimé à l'eau. Il fait la connaissance de Maurice Denis et travaille avec lui[réf. nécessaire].
En 1898, il édite son premier livre, Paysages de chez nous, avec texte, gravures sur bois en camaïeu. Vers cette époque, les Beltran font l'acquisition d'une maison de campagne à Villeneuve-sur-Bellot (Seine-et-Marne) où les rejoignent souvent les Lepère.
En 1899, avec son père et Dété, Jacques Beltrand grave deux livres des Minutes parisiennes illustrés par Lepère : Midi et 2 Heures.
En 1903, il commence à graver sur bois en camaïeu la série de portraits pour La Légende dorée des grands hommes ou la Tragédie humaine et, en 1904, illustre de gravures sur bois originales Les Petits Métiers des rues de Paris de Tristan Klingsor. Il expose à l'exposition de « Certains peintres sculpteurs graveurs ». Il grave avec son père Tony et son frère Camille Gaspard de la nuit d'après Armand Séguin. Son père meurt cette année-là.
En 1905, Jacques Beltrand quitte la villa Brune pour le 15e arrondissement de Paris où il restera jusqu'en 1930. Il obtient la bourse de voyage de l'École nationale supérieure des beaux-arts. Il est nommé sociétaire de la Société nationale des beaux-arts. Il fait un séjour à Belle-Île-en-Mer avec Camille, où Jean Frélaut leur rend visite, ainsi qu'un séjour à Londres avec Georges et Marcel.
Membre de la Société des peintres-graveurs français à partir de 1906, il participera à toutes les expositions de cette institution jusqu'en 1946.
À partir de 1907, Jacques Beltrand se lie d'amitié avec Maurice Denis dont il devient, secondé par ses frères Camille et Georges, l'interprète exclusif, gravant pour lui, jusqu'en 1944, un total de 23 livres. Ils commencent avec les bois en couleurs pour Vita Nova de Dante.
En 1911, il passe des vacances en Bretagne chez Denis dans la villa Silencio à Trestrignel ; ensemble, ils rendent visite à Anatole Le Braz à Port-Blanc (Côtes-du-Nord).
En 1914, avec Lepère, Jean Émile Laboureur, Pierre Gusman et Paul-Émile Colin, Beltrand  fait partie du comité de direction du Nouvel Imagier publié par la Société de la gravure sur bois originale. Mobilisé lors de la Première Guerre mondiale, il est blessé en octobre à Chappy par un obus et hospitalisé à Villefranche-sur-Saône, puis à Rodez dont il grave la cathédrale Notre-Dame.
En 1918, il fait un voyage précipité en Dordogne, à Domme, pour le décès d'Auguste Lepère.
En 1920, il expose au « Nouvel Essor » avec Laboureur, Colin, Robert Bonfils et Aristide Maillol.
En 1921, il commence avec ses frères à graver La Divine Comédie d'après les dessins de Botticelli.
En 1922, la presse parisienne (Le Crapouillot) rend compte de l’exposition des artistes Constant Le Breton, Jean Lébédeff, Hermann-Paul, Roger-Maurice Grillon, Jacques Beltrand, Robert Bonfils, Louis Bouquet, Paul-Émile Colin, Georges Gimel, Démétrios Galanis, Carlègle, André Deslignères et de leurs bois gravés à la galerie Le Nouvel Essor, qui précède leur accrochage commun, au début de l’année 1923, au Salon de la Société de la gravure sur bois originale, au pavillon de Marsan à Paris.
Membre du Comité des Tuileries en 1922, Beltrand y exposera jusqu'en 1944. Il est nommé professeur chef d'atelier à l’École nationale supérieure des beaux-arts, où il enseignera jusqu'en 1946.
En 1926, il se lie d'amitié avec Jean Émile Laboureur et André Dunoyer de Segonzac.
En 1930, Jacques Beltrand épouse Jane Arger, cantatrice et musicienne. Ils quittent le 15e arrondissement pour le 3, rue Max-Blondat, à Boulogne-Billancourt.
En 1933, il fait un séjour à Quiberon et à Belle-Île, et grave Les Thoniers à Belle-Île. En août et septembre 1935, il voyage à Rome, Assise et Florence.
En juillet 1941, sous le régime de Vichy, Beltrand est nommé membre du Comité d'organisation professionnelle des arts graphiques et plastiques, présidé par Maurice Denis. Il est l'expert officiel de Goering en France pour les œuvres d'art pillées par les nazis,.
En 1943, il est très affecté par le décès de son ami Maurice Denis.
Après la Libération, il est jugé pour « collaboration avec l’ennemi » par le Comité national d’épuration des artistes peintres, dessinateurs, sculpteurs et graveurs, lequel le condamne le 28 mai 1946 à deux ans d’interdiction d’exposer et de vendre pour avoir « servi les Allemands pendant deux ans », sans aucune contrainte ou nécessité.
En 1946, il fait un voyage à Florence.
Son épouse meurt en 1960.
En 1963, Jacques Beltrand quitte Boulogne-Billancourt pour se retirer en famille, dans l'Aisne où il meurt le 2 décembre 1977.

## Œuvres

### Estampe
- 1907 : Laboureur, bois en couleurs pour Vita Nova de Dante illustré par Maurice Denis (avec ses frères Camille et Georges Beltrand).
- 1911 : Bois de L'Arbre tordu, Le Saule, Le Faune.
- 1912 : Le Paysage aux lapins et Le Chercheur de champignons, deux bois en camaïeu.
- 1913 : Cérès, bois en camaïeu.
- 1918 : Vieil Arbre, bois.
- 1919 : Les Petites Fleurs de Saint François d'Assise[11], 73 bois en couleurs d'après Maurice Denis (avec Camille et Georges Beltrand).
- 1920 : Petit Paysage à Belle De ou Le Coup de vent, bois.
- 1921 : La Divine Comédie, d'après les dessins de Botticelli. Trois volumes : L'Enfer, Le Purgatoire et Le Paradis, 1923.
- 1925 : Carnet de voyage en Italie d'après Maurice Denis, bois (avec Camille et Georges Beltrand).
- 1926 : Marine, fac-similé de lavis.
- 1927 : Maîtres et amis de Paul Valéry, bois en camaïeu.
- 1930 :
  - La Mort à Venise, bois en couleurs d'après Maurice Denis ;
  - La Douce Enfance de Thierry Seneuse, bois originaux ;
  - Mer sauvage à Belle-Île et Gros Temps à Belle-Île, bois.
- 1932 : plusieurs camaïeux de la forêt de Fontainebleau dont Le Paysage aux fougères.
- 1933 :
  - Les Thoniers à Belle-Île ;
  - Crépuscule sur la mer d'André Suarès, bois d'après Maurice Denis.
- 1935 : Port du palais à Belle-Île, fac-similé de dessin à la plume.
- 1938 : Rochers de Belle-Île, bois.
- 1949 : Rosalinde sur l'eau d'André Suarès, bois gravés d'après ses aquarelles originales.
- 1950 : L'Isola Bella ou Belle De en Mer d'Anatole Le Braz, bois originaux.
- 1950 : La petite fille de Jérusalem de Myriam Harry, douze bois gravés d'après les compositions de Roger Bezombes.
- 1954 : Le Tombeau des poètes d'après André Dunoyer de Segonzac.
- 1956 : Les Vacances forcées d'après Raoul Dufy, bois en couleurs.
- 1958 : premier volume du Roman de Renart de Maurice Genevoix, bois d'après Paul Jouve.
- 1959 : second volume du Roman de Renart, bois en couleurs.
- 1962 : Le Sport de Jean Giraudoux, bois d'après les dessins d'André Dunoyer de Segonzac.

### Publication
- Quatre entretiens sur la gravure originale, avec Jean Émile Laboureur, Claude Roger-Marx et Luc-Albert Moreau, Paris, 1938[12],[13].

## Expositions
- 1911 : Turin.
- 1929 : Chicago, avec la Société de la gravure sur bois originale.
- 1932 : Suède, Exposition du livre d'art.
- 1935 : Milan, foire internationale.
- 1938 : Le Caire.
- 1940 : Liège, Zagreb.
- 1941 : Paris, musée Galliera.

## Récompenses et distinctions
- 1890, 1er prix de gravure et 2e prix de dessin de la Société de gravure Ier degré.
- 1914 : chevalier de la Légion d'honneur.
- 1926 : officier de la Légion d'honneur.
- 1929 : médaillé au concours du musée Galliera (art religieux).
- 1939 : prix d'honneur quinquennal de gravure.
- 1957 : officier de l'ordre des Arts et des Lettres.

## Fonctions
- 1906 : membre de la Société des peintres-graveurs français.
- 1913 : vice-président de la Société des amis des cathédrales.
- 1922 : 
  - président de la Société de Beethoven ;
  - assesseur à la Société de la gravure sur bois originale ;
  - membre du Comité des Tuileries.
- 1926 : membre de la Société du Salon d'automne.
- 1927 : président de la Société des amis des cathédrales.
- 1930 : vice-président de la Société des peintres-graveurs français.
- 1931 : vice-président de l'Association des prix du Salon et boursiers du voyage.
- 1933 : président de la Société des peintres-graveurs français (jusqu'en 1946).
- 1937 :
  - vice-président (avec Jean Émile Laboureur) de la section arts et techniques consacrée à l'estampe à l'Exposition internationale de 1937 ;
  - membre du Conseil supérieur des beaux-arts.
- 1938 : président de l'Association des prix du Salon et boursiers du voyage.
- 1940 : vice-président du Comité national de la gravure française.
- 1941 : membre du Comité d'organisation professionnelle des arts graphiques et plastiques.